# Matej Mugerli
Matej Mugerli (Nova Gorica, 17 de juny de 1981) és un ciclista eslovè, ja retirat, professional del 2002 al 2020. Durant la seva carrera va córrer, entre d'altres, als equips Liquigas–Bianchi, Perutnina Ptuj i Adria Mobil. En el seu palmarès destaca una victòria d'etapa a la Volta a Catalunya de 2006 i el Campionat nacional d'Eslovènia en ruta del 2014.
Una vegada retirat passà a dirigir l'equip Hrinkow Advarics.

## Palmarès
- 2003
  - Vencedor d'una etapa al Giro del Veneto i de les Dolomites amateur
- 2004
  - 1r al Gran Premi de la Indústria del marbre
  - 1r al Giro del Friuli Venezia Giulia
  - 1r a la Copa Fiera di Mercatale
  - Vencedor de 2 etapes a la Volta de Rio de Janeiro
- 2006
  - Vencedor d'una etapa a la Volta a Catalunya
- 2010
  - Vencedor d'una etapa a la Volta a Sèrbia
  - 1r a la Ljubljana-Zagreb
  - 1r a la Viena-Lassnitzhöhe
- 2011
  - Vencedor d'una etapa a la Volta a la Xina
- 2012
  - 1r a la Poreč Trophy
  - 1r al Banja Luka-Belgrad II
- 2013
  - 1r a la Poreč Trophy
  - 1r a la Istrian Spring Trophy i vencedor d'una etapa
  - 1r a la Banja Luka-Belgrad II
  - 1r a la Classic Beograd-Cacak
- 2014
  -  Campió d'Eslovènia en ruta
  - 1r a l'Umag Trophy
  - 1r al Gran Premi de la Indústria del marbre
- 2015
  - Vencedor d'una etapa al Tour de Bretanya
- 2016
  - 1r a la Poreč Trophy
  - 1r a la Volta a Sèrbia i vencedor d'una etapa
  - Vencedor d'una etapa a l'Istrian Spring Trophy
  - Vencedor d'una etapa al Tour de l'Azerbaidjan
  - Vencedor d'una etapa al Tour de Szeklerland
- 2017
  - 1r a la Poreč Trophy
  - 1r a la Istrian Spring Trophy i vencedor d'una etapa
  - 1r al Gran Premi Kranj
  - Vencedor d'una etapa al Tour de l'Azerbaidjan
  - Vencedor d'una etapa a la Volta a Eslovàquia

### Resultats a la Volta a Espanya
- 2005. 99è de la classificació general.

### Resultats al Tour de França
- 2006. 119è de la classificació general